# Barichneumon aztecus
Barichneumon aztecus är en stekelart som först beskrevs av Cameron 1886.  Barichneumon aztecus ingår i släktet Barichneumon och familjen brokparasitsteklar. Inga underarter finns listade.